# Winnipeg Jets
I Winnipeg Jets sono una squadra canadese di hockey su ghiaccio con sede a Winnipeg, Manitoba, che gioca nella Central Division della Western Conference della lega professionistica nordamericana, la National Hockey League. I Jets giocano le partite casalinghe al Bell MTS Place che ha una capienza di 15 015 spettatori.

## Storia
La squadra cominciò a giocare come Atlanta Thrashers nel 1999 per poi essere acquistati dalla True North Sports & Entertainment nel 2011. Con l'approvazione da parte del NHL Board of Governors, la squadra venne trasferita a Winnipeg a partire dalla stagione 2011-12. Dopo il trasferimento, la squadra adottò il nome di "Winnipeg Jets" riprendendo quello del team originale che militò nella WHA prima e nella NHL successivamente dal 1972 al 1996, anno in cui furono trasferiti nella città di Phoenix diventando gli Arizona Coyotes.

## Record stagione per stagione
| Campione NHL | Campione di Conference | Campione di Division |

| Stagione      | V  | S  | OTS | Punti | Playoff                       | Risultato                             |
| ------------- | -- | -- | --- | ----- | ----------------------------- | ------------------------------------- |
| Winnipeg Jets |    |    |     |       |                               |                                       |
| 2011-12       | 37 | 35 | 10  | 84    |                               |                                       |
| 2012-13       | 24 | 21 | 3   | 51    |                               |                                       |
| 2013-14       | 37 | 35 | 10  | 84    |                               |                                       |
| 2014-15       | 43 | 26 | 13  | 99    | Perde il divisional round     | Anaheim 4, Winnipeg 1                 |
| 2015-16       | 35 | 39 | 8   | 78    |                               |                                       |
| 2016-17       | 40 | 35 | 7   | 87    |                               |                                       |
| 2017-18       | 52 | 20 | 10  | 114   | Perde in finale di Conference | Winnipeg - Vegas Golden Knights 1 - 4 |

## Jets 2011-2012

### Roster
Aggiornato al 23 agosto 2011.
| N. | Naz.                   | Ruolo | Nome                 | Anno  | Alt. | Peso | Tiro |
| -- | ---------------------- | ----- | -------------------- | ----- | ---- | ---- | ---- |
| 4  | Stati Uniti (bandiera) | D     | Zach Bogosian        | 1990  | 191  | 98   | R    |
| 5  | Stati Uniti (bandiera) | D     | Mark Stuart          | 1984  | 188  | 97   | L    |
| 6  | Stati Uniti (bandiera) | D     | Ron Hainsey          | 1981  | 191  | 95   | L    |
| 8  | Russia (bandiera)      | A     | Aleksandr Burmistrov | 1991  | 180  | 79   | L    |
| 9  | Canada (bandiera)      | A     | Evander Kane         | 1991  | 188  | 88   | L    |
| 12 | Canada (bandiera)      | D     | Randy Jones          | 1981  | 188  | 91   | L    |
| 14 | Stati Uniti (bandiera) | A     | Tim Stapleton        | 1982  | 173  | 82   | R    |
| 15 | Canada (bandiera)      | A     | Tanner Glass         | 1983  | 185  | 95   | L    |
| 16 | Canada (bandiera)      | A     | Andrew Ladd - C      | 1985  | 191  | 93   | L    |
| 17 | Canada (bandiera)      | P     | Eric Fehr            | 1985  | 193  | 96   | R    |
| 18 | Canada (bandiera)      | A     | Bryan Little         | 1987  | 180  | 84   | R    |
| 19 | Stati Uniti (bandiera) | A     | Jim Slater           | [1982 | 183  | 91   | L    |
| 22 | Canada (bandiera)      | A     | Chris Thorburn       | 1983  | 191  | 104  | R    |
| 26 | Stati Uniti (bandiera) | A     | Blake Wheeler        | 1986  | 196  | 93   | R    |
| 28 | Canada (bandiera)      | A     | Patrice Cormier      | 1990  | 188  | 93   | L    |
| 29 | Svezia (bandiera)      | D     | Johnny Oduya         | 1981  | 183  | 91   | L    |
| 31 | Rep. Ceca (bandiera)   | P     | Ondřej Pavelec       | 1987  | 191  | 100  | L    |
| 33 | Stati Uniti (bandiera) | D     | Dustin Byfuglien - A | 1985  | 196  | 120  | R    |
| 39 | Svezia (bandiera)      | D     | Tobias Enstrom - A   | 1984  | 178  | 82   | L    |
| 47 | Canada (bandiera)      | D     | Derek Meech          | 1984  | 180  | 89   | L    |
| 48 | Svezia (bandiera)      | A     | Carl Klingberg       | 1991  | 191  | 93   | R    |
| 49 | Canada (bandiera)      | A     | Ben Maxwell          | 1988  | 183  | 80   | L    |
| 50 | Canada (bandiera)      | P     | Chris Mason          | 1976  | 183  | 88   | L    |
| 51 | Russia (bandiera)      | D     | Andrej Zubarev       | 1987  | 185  | 93   | L    |
| 80 | Kazakistan (bandiera)  | A     | Nikolaj Antropov     | 1980  | 198  | 111  | L    |

### Staff tecnico
| Allenatore:              | Claude Noel    |
| Assistente allenatore:   | Charlie Huddy  |
| Assistente allenatore:   | Pascal Vincent |
| Allenatore dei portieri: | Wade Flaherty  |
| Video Coach:             | Tony Borgford  |

## Giocatori

### Capitani
Qui trovate la lista di tutti i giocatori che hanno avuto l'onore e l'onere di essere nominati Capitano dei Jets. Questa lista non include quelli degli Atlanta Thrashers.
- Andrew Ladd (2011-oggi)

### Prime scelte al Draft
Qui di seguito troverete tutte le prime scelte effettuate durante NHL Entry Draft. Questa lista non include le prime scelte fatte dagli Atlanta Thrashers.
- Mark Scheifele (2011; #7)
- Jacob Trouba (2012; #9)
- Josh Morrissey (2013; #13)
- Nikolaj Ehlers (2014; #9)

## Allenatori
Qui trovate la lista di tutti i giocatori che sono stati nominati Capo Allenatore dei Jets. Questa lista non include quelli degli Atlanta Thrashers.
- Claude Noel (2011-2014)
- Paul Maurice (2014-oggi)

## Società
- 2011-Presente True North Sports & Entertainment

- 2011-Presente  Mark Chipman

- 2011-Presente  Kevin Cheveldayoff